# Liste der Einträge im National Register of Historic Places im El Dorado County

Lage des El Dorado County in Kalifornien

Die Liste der Einträge im National Register of Historic Places im El Dorado County in Kalifornien führt alle Bauwerke und historischen Stätten im El Dorado County auf, die in das National Register of Historic Places aufgenommen wurden.

## Legende
| NRHP | Historic Place                      |
| NHLD | National Historic Landmark District |
| HD   | Historic District                   |

## Aktuelle Einträge
| [ 2 ] | Name                                                          | Bild                                                          | Eintragsdatum                 | Lage                                                                                                  | Ort              | Beschreibung |
| ----- | ------------------------------------------------------------- | ------------------------------------------------------------- | ----------------------------- | --- | ---------------- | ------------ |
| 1     | Baldwin Estate                                                | Baldwin Estate                                                | 1. Apr. 1987 ID-Nr. 87000496  | nordwestlich der Kreuzung von US 50 und CA 89 an der Nordseite der CA 89 38° 56′ 16″ N, 120° 2′ 46″ W | South Lake Tahoe |              |
| 2     | Bayley Hotel                                                  | weitere Bilder                                                | 18. Dez. 1978 ID-Nr. 78000660 | Nördlich von Pilot Hill an der CA 49 38° 50′ 39″ N, 121° 0′ 50″ W                                     | Pilot Hill       |              |
| 3     | Coloma                                                        | weitere Bilder                                                | 15. Okt. 1966 ID-Nr. 66000207 | 7 Meilen nordwestlich von Placerville an der CA 49 38° 48′ 2,6″ N, 120° 53′ 29,2″ W                   | Placerville      |              |
| 4     | Combellack-Blair House                                        | Combellack-Blair House                                        | 14. Feb. 1985 ID-Nr. 85000259 | 3059 Cedar Ravine 38° 43′ 40″ N, 120° 47′ 42″ W                                                       | Placerville      |              |
| 5     | Confidence Hall                                               | Confidence Hall                                               | 4. Jan. 1982 ID-Nr. 82002174  | 487 Main St. 38° 43′ 47″ N, 120° 47′ 59″ W                                                            | Placerville      |              |
| 6     | Crawford Ditch                                                |                                                               | 21. Okt. 1991 ID-Nr. 91001522 | Adresse nicht veröffentlicht                                                                          | Pleasant Valley  |              |
| 7     | Eddy Tree Breeding Station                                    |                                                               | 31. März 1987 ID-Nr. 87000485 | 2480 und 2500 Carson Rd. 38° 44′ 19″ N, 120° 44′ 17″ W                                                | Placerville      |              |
| 8     | Episcopal Church of Our Saviour                               | Episcopal Church of Our Saviour                               | 17. Nov. 1977 ID-Nr. 77000291 | 2979 Coloma St. 38° 43′ 48″ N, 120° 48′ 8″ W                                                          | Placerville      |              |
| 9     | Fountain-Tallman Soda Works                                   | Fountain-Tallman Soda Works                                   | 13. Sep. 1984 ID-Nr. 84000770 | 524 Main St. 38° 43′ 45″ N, 120° 47′ 54″ W                                                            | Placerville      |              |
| 10    | Hattie (Gold Bug), Priest and Silver Pine Mines and Stampmill | Hattie (Gold Bug), Priest and Silver Pine Mines and Stampmill | 15. Nov. 1985 ID-Nr. 85003522 | 2501 Bedford Ave. 38° 44′ 41″ N, 120° 47′ 50″ W                                                       | Placerville      |              |
| 11    | Heller Estate                                                 | Heller Estate                                                 | 1. Apr. 1987 ID-Nr. 87000497  | nordwestlich der Kreuzung von US 50 und CA 89 an der Nordseite der CA 89 38° 55′ 59″ N, 120° 2′ 30″ W | South Lake Tahoe |              |
| 12    | Lombardo Ranch                                                |                                                               | 30. Sep. 1977 ID-Nr. 77000292 | 1709 Carson Rd. 38° 44′ 35″ N, 120° 46′ 24″ W                                                         | Placerville      |              |
| 13    | John Pearson Soda Works                                       | John Pearson Soda Works                                       | 12. Dez. 1985 ID-Nr. 85003326 | 594 Main St. 38° 43′ 43″ N, 120° 47′ 48″ W                                                            | Placerville      |              |
| 14    | Pope Estate                                                   | Pope Estate                                                   | 1. Apr. 1987 ID-Nr. 87000495  | nordwestlich der Kreuzung von US 50 und CA 89 an der Nordseite der CA 89 38° 56′ 14″ N, 120° 2′ 37″ W | South Lake Tahoe |              |
| 15    | Sugar Pine Point State Park                                   | weitere Bilder                                                | 30. März 1973 ID-Nr. 73000401 | 3 Meilen südlich von Homewood an der CA 90 39° 3′ 5″ N, 120° 6′ 47″ W                                 | Homewood         |              |
| 16    | Tahoe Meadows                                                 |                                                               | 29. März 1990 ID-Nr. 90000555 | US 50 zwischen Ski Run Blvd. und Park Ave. 38° 57′ 13″ N, 119° 57′ 5″ W                               | South Lake Tahoe |              |
| 17    | Vikingsholm                                                   | Vikingsholm                                                   | 10. Okt. 1996 ID-Nr. 96001078 | 10001 Emerald Bay Rd. 38° 57′ 8″ N, 120° 6′ 11″ W                                                     | South Lake Tahoe |              |
| 18    | Wakamatsu Tea and Silk Colony Farm                            | Wakamatsu Tea and Silk Colony Farm                            | 9. Okt. 2009 ID-Nr. 09000397  | 941 Cold Springs Rd. 38° 46′ 15,2″ N, 120° 53′ 12,4″ W                                                | Gold Hill        |              |